# Comethru
"Comethru" (cách điệu bằng chữ in thường "comethru") là một bài hát do ca sĩ người Mỹ Jeremy Zucker thu âm. Ca khúc được phát hành vào ngày 28 tháng 9 năm 2018.

## Đội ngũ thực hiện
Danh sách ghi công lấy từ Apple Music.
Nghệ sĩ âm nhạc
- Jeremy Zucker – Giọng hát, lập trình, guitar

Kỹ thuật
- Jeremy Zucker – Sáng tác ca khúc, sản xuất
- Daniel Rakow – Sáng tác ca khúc
- Andrew Maury – Kỹ sư mixing
- Joe LaPorta – Kỹ sư mastering
- Dale Becker – Kỹ sư mastering
- Harry Burr – Trợ lý kỹ sư mixing
- Jeff Ellis – Kỹ sư mixing

## Bảng xếp hạng
| Bảng xếp hạng (2020)          | Vị trí cao nhất |
| ----------------------------- | --------------- |
| Hàn Quốc (Gaon Digital Chart) | 59              |